# Josef Kainz

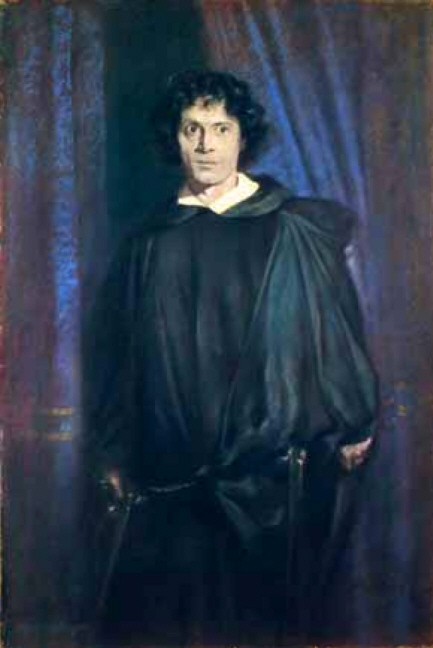
Josef Kainz som Hamlet, målad av Georg Ludwig Meyn.

Josef Gottfried Ignaz Kainz, född den 2 januari 1858 i Wieselburg, död den 20 september 1910, var en österrikisk skådespelare av ungersk-judisk börd.
Kainz var 1876–1877 anställd vid stadsteatern i Leipzig, 1877–1880 vid hovteatern i Meiningen, 1880–1883 vid hovteatern i München, 1883–1899 i Berlin, huvudsakligen vid Deutsches Theater och från 1899 vid Burgtheater i Wien. 
Kainz var en tekniskt fulländad skådespelare, hos vilken reflexion och inspiration i förening gav resultat av sällsynt sanning, storhet och glans. Bland hans roller märks Hamlet, Romeo i Romeo och Julia, Marcus Antonius, Julius Caesar, Richard III, Tartuffe, Alceste i Misantropen, Franz Moor i Rövarbandet, Don Carlos, Leon i Ve den som ljuger, kung Alfonso i Judinnan i Toledo, Osvald i Gengångare, Willy i Sodoms undergång, Johannes och Cyrano de Bergerac.